# Mikołaj Maria Alberga y Torres
Mikołaj Maria Alberga y Torres (ur. 10 września 1830; zm. 10 lipca 1860 w Damaszku) – hiszpański franciszkanin, misjonarz, męczennik, Święty Kościoła katolickiego. 

## Życiorys
W 1855 roku mając 25 lat wstąpił do zakonu Braci Mniejszych. Posługę kapłańską pełnił w Syrii, do której udał się w 1859 roku. Został zamordowany 10 lipca 1860 roku, mając 29 lat.
Został beatyfikowany przez papieża Piusa XI w dniu 10 października 1926 roku. 20 października 2024 został kanonizowany  przez  papieża Franciszka. 